# Władysław Szczekowski
 Władysław Szczekowski, ps. „C-7”, „Leszczyc”, „Stanisław”, „Sztark” (ur. 14 lutego 1898 w Peczarze, zm. po 18 listopada 1943) – podpułkownik dyplomowany artylerii Wojska Polskiego, działacz niepodległościowy, kawaler Orderu Virtuti Militari.

## Życiorys
Urodził się 14 lutego 1898 w Peczarze, w ówczesnym powiecie bracławskim guberni podolskiej, w rodzinie Jana, lekarza, i Wandy z Kossowskich (1875–1925), działaczki oświatowej, społecznej i niepodległościowej, pośmiertnie odznaczonej Krzyżem Niepodległości. Był bratem działaczy niepodległościowych oraz oficerów dyplomowanych Wojska Polskiego: Stanisława (1896–1966), podpułkownika pilota i Kazimierza (1900–1940), majora piechoty. Uczęszczał do II Gimnazjum Męskiego w Żytomierzu. Tam w 1912 wstąpił do Polskiej Drużyny Strzeleckiej, a pod koniec 1914 do Polskiej Organizacji Wojskowej. W organizacji awansował na kaprala i plutonowego. W 1915 objął funkcję zastępcy komendanta, w 1917 kierownika wydziału organizacyjnego Komendy Okręgu POW w Żytomierzu, a pod koniec roku komendanta okręgu. Także w 1917 zdał maturę w II Gimnazjum Męskim. Wiosną 1918 służył w 3. baterii artylerii konnej w składzie Oddzielnej Lekkiej Brygady III Korpusu Polskiego. Po rozbrojeniu i demobilizacji korpusu (10 czerwca 1918) kontynuował służbę w strukturach Komendy Naczelnej nr III POW w Kijowie. W sierpniu został zastępcą komendanta, a we wrześniu 1918 komendantem POW w Kijowie. Od 10 października 1918 walczył, m.in. pod dowództwem Leopolda Lisa-Kuli w bitwie pod Brodami.
17 listopada 1918 wstąpił do Wojska Polskiego i służył jako plutonowy w 35 pułku piechoty. Od 15 grudnia tego roku walczył na froncie. W marcu 1919 został przydzielony do Oddziału Wywiadowczego Sztabu Grupy Operacyjnej gen. Edwarda Śmigłego-Rydza na stanowisko kierownika działu wywiadu ofensywnego. 20 maja tego roku został przydzielony do Oddziału Operacyjnego Sztabu Frontu Wołyńskiego. Od 3 lipca do 1 listopada 1919 był uczniem 15. klasy Szkoły Podchorążych w Warszawie. 9 grudnia 1919 został mianowany z dniem 1 grudnia 1919 podporucznikiem w piechocie i przydzielony do Generalnego Inspektoratu Artylerii. 7 stycznia 1920 został przeniesiony do baterii zapasowej 1 pułku artylerii polowej. W czasie wojny z bolszewikami walczył w szeregach II dywizjonu 17 pułku artylerii ciężkiej, który był przydzielony do Dywizji Ochotniczej. Wyróżnił się w trzeciej dekadzie września 1920, w bitwie o Grodno, w której utrzymał łączność z piechotą i prowadził obserwację, za co został odznaczony Orderem Virtuti Militari. 19 stycznia 1921 został zatwierdzony z dniem 1 kwietnia 1920 w stopniu porucznika, w artylerii, w grupie oficerów byłych Legionów Polskich.
1 czerwca 1921 pełnił służbę w 17 dywizjonie artylerii ciężkiej, a następnie w 7 pułku artylerii ciężkiej w Poznaniu. 3 maja 1922 został zweryfikowany w stopniu porucznika ze starszeństwem od 1 czerwca 1919 i 635. lokatą w korpusie oficerów artylerii. Z dniem 1 listopada 1924 został przydzielony do Wyższej Szkoły Wojennej w Warszawie, w charakterze słuchacza kursu 1924/26. Z dniem 11 października 1926, po ukończeniu kursu i otrzymaniu dyplomu naukowego oficera Sztabu Generalnego, przydzielony został do 27 Dywizji Piechoty w Kowlu. 19 marca 1928 prezydent RP nadał mu stopień kapitana z dniem 1 stycznia 1928 i 43. lokatą w korpusie oficerów artylerii. W październiku 1928 został przeniesiony służbowo do Dowództwa Okręgu Korpusu Nr X w Przemyślu. Z dniem 1 listopada 1930 został przeniesiony do 19 pułku artylerii polowej w Nowej Wilejce na stanowisko dowódcy 8. baterii III dywizjonu, który był detaszowany w Lidzie. Z dniem 8 kwietnia 1931 został przydzielony na pięcio- i półmiesięczny kurs doskonalący oficerów artylerii w Toruniu. W 1932 został przydzielony do Oddziału I Sztabu Głównego w Warszawie na stanowisko kierownika referatu, a w marcu 1935 przeniesiony do 27 pułku artylerii lekkiej we Włodzimierzu. Na majora został awansowany ze starszeństwem z 1 stycznia 1936 i 44. lokatą w korpusie oficerów artylerii. 15 maja został wyznaczony, a 20 czerwca tego roku objął obowiązki na stanowisku szefa sztabu Flotylli Rzecznej Marynarki Wojennej w Pińsku.
Podczas kampanii wrześniowej opracowywał plany działań przy dowódcy Flotylli Rzecznej kmdr. Witoldzie Zajączkowskim. W związku z rozwiązaniem jednostki, na skutek wyczerpania możliwości operacyjnych, od 29 września 1939 przebywał w sztabie Samodzielnej Grupy Operacyjnej „Polesie” pełniąc funkcję szefa Oddziału I. Po kapitulacji wojsk generała Franciszka Kleeberga przedostał się do Warszawy, gdzie podjął działalność konspiracyjną w strukturach Związku Walki Zbrojnej, a następnie Armii Krajowej. Od czerwca 1940 do kwietnia 1942 był szefem sztabu i zastępcą komendanta Okręgu Radomsko-Kieleckiego. W międzyczasie (11 listopada 1941) został mianowany podpułkownikiem. Zagrożony aresztowaniem został odwołany do Warszawy. Po aresztowaniu majora Stanisława Rogińskiego (27 sierpnia 1942) objął stanowisko szefa Wydziału Wywiadu Ofensywnego Oddziału II Informacyjno-Wywiadowczego Komendy Głównej AK. Największym sukcesem kierowanego przez niego wydziału było rozpracowanie zakładów doświadczalnych i produkcyjnych V-2 w Peenemünde, co umożliwiło lotnictwu brytyjskiemu skuteczne zbombardowanie tego ośrodka w sierpniu 1943. Na przełomie 1942 i 1943 został wyznaczony na stanowisko zastępcy szefa Oddziału II KG AK. 18 listopada 1943, w wyniku zdrady oficera AK i agenta Gestapo Eugeniusza Świerczewskiego, został aresztowany i osadzony na Pawiaku. Później został prawdopodobnie przewieziony do Berlina. Data, miejsce i okoliczności jego śmierci pozostają nieznane. Według Jerzego Ślaskiego został stracony w berlińskim więzieniu Moabit prawdopodobnie w sierpniu 1944, według innych przekazów został zamordowany w obozie koncentracyjnym Sachsenhausen.
4 października 1936 ożenił się z Olgą Niewską, dzieci nie miał.

## Ordery i odznaczenia
- Krzyż Złoty Orderu Virtuti Militari nr 174[27] – pośmiertnie 20 lutego 1964[a]
- Krzyż Srebrny Orderu Wojskowego Virtuti Militari nr 3697 – 1922[28]
- Krzyż Niepodległości – 7 lipca 1931 „za pracę w dziele odzyskania niepodległości”[29][30][31]
- Krzyż Walecznych trzykrotnie (po raz 2. i 3. w 1921 za działalność w POW[32])
- Złoty Krzyż Zasługi – 19 marca 1938 „za zasługi w służbie wojskowej”[33]
- Srebrny Krzyż Zasługi – 25 maja 1929 „za zasługi na polu organizacji wojska”[34][35]
- Medal Zwycięstwa[1]
- Krzyż Kawalerski łotewskiego Orderu Trzech Gwiazd[1]